# Nicola Antonio Manfroce

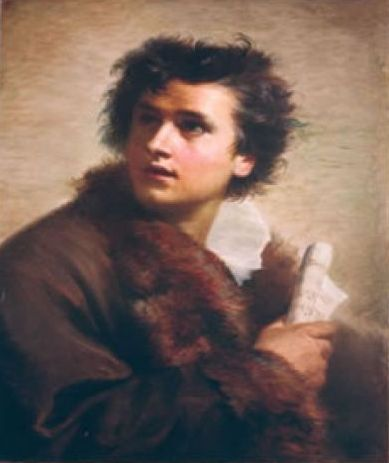
Nicola Antonio Manfroce

Nicola Antonio Manfroce (* 21. Februar 1791 in Palmi in Kalabrien; † 9. Juli 1813 in Neapel) war ein italienischer Komponist.
Manfroce war ein Schüler von Giacomo Tritto und Niccolò Antonio Zingarelli. Er schrieb Opern, Kirchenmusik, Sinfonien und vieles mehr.

## Werke
- Alzira, dramma per musica in due atti (Libretto von Gaetano Rossi und Jacopo Ferretti; Uraufführung: Rom, Teatro Valle, 10. Oktober 1810).
- Ecuba, tragedia per musica in tre atti (Libretto von Giovanni Schmidt; Uraufführung: Neapel, Teatro San Carlo, 13. Dezember 1812).
- Piramo e Tisbe (unvollendet).